# Philippe Mahut
Philippe Mahut (Lunery, 4 de março de 1956 — Paris, 8 de fevereiro de 2014) foi um futebolista francês que atuava como zagueiro.
Defendeu as equipes Troyes, Metz, Saint-Étienne, Racing e Le Havre.
Competiu na Copa do Mundo FIFA de 1982, sediada na Espanha, na qual a seleção de seu país terminou na quarta colocação dentre os 16 participantes.